# Друга битка на Мазурским језерима
Друга битка на Мазурским језерима позната је и као Зимска битка на Мазурским језерима. Представљала је северни део офанзиве, коју су током зиме 1915. предузеле Немачка и Аустроугарска на источном фронту у Првом светском рату. Циљ офанзиве је био да се пређе преко Висле и да се Русима зада тежак ударац, који би их можда избацио из рата. Битка је завршила неодлучено, а Руси су изгубили један део територије.

## Увод
Немачки начелник генералштаба Ерих фон Фалкенхајн веровао је да ће Немачка добити рат на Западном фронту, па је оклевао да подржи Паула фон Хинденбурга на Источном фронту. Ипак Фалкенхајн је одобрио планирану офанзиву, коју ће предводити Паул фон Хинденбург. Генерал Александар фон Лизинген ће предводити напад против Руса на Карпатима, са циљем да се заузме Лавов. Генерал Светозар Боројевић од Бојне ће покушати да ослободи опседнути Пшемисл.

## Снаге
Хинденбург је имао на располагању за северну офанзиву немачку 8. армију под командом Фрица фон Белова. Новоформирана немачка 10. армија је такође била послана на исток. Насупрот немачким снагама била је руска 10. армија генерала Сиверса у подручју Мазурских језера. Јужно близу Мазурских језера била је руска 12. армија под командом Павела Плехве. 

## Битка
Немачка 8. армија је започела изненадни напад усред снежне олује 8. фебруара 1915. Руси су претрпели тешке губитке и повукли су се 120 километара. Руси су се повукли у нереду, тако да су многи од њих заробљени. Највећи губитак је претрпео руски XX корпус под заповедништом генерала Булгакова. Немачка 10. армија их је опколила у шуми, па се 21. фебруара цели корпус предао. Иако су Руси изгубили цели корпус, његово херојско држање је омогућило остатку руске 10. армије да формира нове обрамбене линије. 
Већ 22. фебруара руска 12. армија под заповедништвом Павела Плехве извела је контранапад. Контранапад је зауставио немачки даљи продор и битка је била завршена.

## Резултати
Другом битком на Мазурским језерима завршена је немачка офанзива на северу. Руси су имали и територијалне губитке и велике губитке и у људству, али спречили су немачки продор дубоко у Русију. Пропала је немачка намера да Русији зада такав пораз, којим би је избацила из рата. Јужније је пропала фон Лизингенова офанзива, а Немци и Аустријанци су имали јако много жртава. Тврђава Пшемисл се предала Русима након дуге опсаде. Немачко-аустријска офанзива из 1915. није успела у главним циљевима. Од тада немачка војска више не делује као независна сила, него у садејству са Аустроугарском и у заједничким операцијама на источном фронту. 